# غيل روبنز
غيل روبنز (بالإنجليزية: Gale Robbins)‏ هي مغنية وممثلة أمريكية، ولدت في 7 مايو 1921 في الولايات المتحدة، وتوفيت بنفس المكان في 18 فبراير 1980 بسبب سرطان الرئة. بدأت مشوارها المهني سنة 1944.

## وصلات خارجية
- غيل روبنز على موقع IMDb (الإنجليزية)
- غيل روبنز على موقع ألو سيني (الفرنسية)
- غيل روبنز على موقع ميوزك برينز (الإنجليزية)
- غيل روبنز على موقع أول موفي (الإنجليزية)
- غيل روبنز على موقع قاعدة بيانات الأفلام السويدية (السويدية)
- غيل روبنز على موقع قاعدة بيانات الفيلم (الإنجليزية)
- غيل روبنز على موقع كينوبويسك (الروسية)